# Xanthostemon glaucus
Xanthostemon glaucus är en myrtenväxtart som beskrevs av Renato Pampanini. Xanthostemon glaucus ingår i släktet Xanthostemon och familjen myrtenväxter. IUCN kategoriserar arten globalt som akut hotad. Inga underarter finns listade i Catalogue of Life.